# تكوين العقل العربي (كتاب)
تكوين العقل العربي- كتاب للمفكر المغربي الفيلسوف الدكتور " محمد عابد الجابري"، الكتاب يمثل الحلقة الأولي من سلسلة "نقد العقل العربي"، والتي تتضمن أربع حلقات
"تكوين العقل العربي"، "بنية العقل العربي"، "العقل السياسي العربي"، "العقل الأخلاقي العربي"، الكتاب ظهر في طبعته الأولي عام 1984م، من خلال مركز دراسات الوحدة العربية، ثم توالت بعد ذلك العديد من الطبعات للكتاب، أخر طبعة وهي الطبعة 16 صدرت في 2023. 
الكتاب، وفقًا لما يقوله الجابري، يتناول موضوعًا كان يجب أن ينطلق القول فيه منذ مائة عام، فنقد العقل جزء اساسي وأولي من كل مشروع للنهضة. ولكن نهضتنا العربية الحديثة جرت فيها الأمور على غير هذا المجرى، ولعل ذلك من أهم عوامل تعثرها حتى الآن. فهل يمكن بناء نهضة بعقل غير ناهض، عقل لم يقم بمراجعة شاملة لآلياته ومفاهيمه وتصوراته ورؤاه؟

## عن الكتاب
يتناول هذا الجزء الأول من سلسلة "نقد العقل العربي" تحليل الثقافة العربية ونقدها، مقدمًا مقاربات أولية لمشروع نقد العقل العربي، ومعنى العقل العربي لديه، والثقافة التي ينتمي هذا العقل إليها، وطبيعة الحركة داخل هذه الثقافة وكيف يتحدد زمنها. كما تحدد هذه المقاربة بداية تشكل العقل العربي والثقافة التي ينتمي إليها، وتوسع الحديث في تحديد المكونات النظرية للثقافة العربية، الامر الذي تطلب من المؤلف استئناف النظر في تاريخ الثقافة العربية، أصولها وفصولها، أسسها ودروبها وتفاعلاتها الاجتماعية والسياسية وصولاً إلى فهم الصراع الايديولوجي والصدام الأبستمولوجي في هذه الثقافة.
الكتاب جزء من مشروع إحداث تغيير جذري في بنية الإنسان العربي المعرفية، ويرى الجابري في هذا الكتاب أن اللغة العربية التي تم جمعها من الأعراب، والتي تصنع العقل العربي المعاصر، تقف اليوم حاجزًا دون انطلاقته، والإنسان العربي يعيش محنة التفكير بلغة، والتكلم بأخرى وهي العامية، وقد أورد مؤاخذات كثيرة سجلها على عملية جمع اللغة العربية، وتقنين قواعدها.
الجابري في تكوين العقل العربي يكرر ما سبق له أن عبر عن بعضه في كتابه "نحن والتراث"، وخصوصًا من تغليبه لمكانة الثقافة العربية في الغرب الإسلامي، وفي الأندلس خاصة، فطفق يرى في فكر ابن حزم وفكر الشاطبي وفلسفة ابن رشد محاولة رائدة لإعادة تأسيس أسس تلك الثقافة، خاصة في الفقه والفلسفة. ومع أنه خفف من أحكامه القطعية السابقة، فلم يتحدث عن قطائع ابيستيمولوجية بين المعرفة في المغرب والمعرفة في المشرق، إلا أن حديثه عن دور ما مفترض للفكر الإسلامي الأندلسي في إعادة تأسيس الأسس، لا ينسجم مع تشديده على فكرة مرجعية عصر التدوين بالنسبة للثقافة العربية والعقل العربي.
الكتاب هو بمثابة اللبنة الأولى في مشروع الجابري، والذي يهدف إلى بناء رؤية جديدة تتجاوز الرؤية السائدة لتاريخنا وتراثنا وثقافتنا العربية، رؤية تتجاوز الظاهر لتغوص في عمق العقل العربي نفسه لفهم تركيبته وتكوينه، والعوامل التي ساهمت في ذلك. وتبدأ القصة الحقيقية من عصر التدوين، عصر البناء الثقافي العربي، والذي اعتبره الكاتب الاطار المرجعي للعقل العربي، وهناك تأسست الثقافة العربية الإسلامية، حيث تكونت ثلاثة عقول شكلت ثلاثة نظم معرفية احتلت مسرح الأحداث: العقل البياني والعقل العرفاني والعقل البرهاني.
لماذا تقدموا ولماذا تأخرنا؟ في الإجابة على سؤال مصيري كهذا، يحاول محمد عابد الجابري العودة لتكوين العقل العربي، ذلك يستبطن أن الخلل يكمن في العقل العربي، بالتالي لابد من تشريح العقل العربي ونقده من داخله، أول خطوة في هذا الطريق هي معرفة مكونات العقل العربي، تلك خطوة جبارة بلا شك، عابد الجابري قام بمغامرة لم يسبقه إليها أحد، آخذين بالاعتبار ضخامة مشروعه، اتساع أفقه، عمق التحليل المطلوب.

## محتويات الكتاب
كتاب "تكوين العقل العربي" عبارة عن 12 فصلًا موزعة على قسمين، تسبقهم مقدمة وتليهم خاتمة، ويقول الجابري: القسم الأول "مقاربات أولية"، وهو يشبه المدخل والمقدمات، والقسم الثاني تحليل لمكونات الثقافة العربية، وبالتالي لتكوين العقل العربي ذاته، وقد كان من الضروري البدء بمقاربات أولية نحدد بواسطتها ومن خلالها تصورنا العام للموضوع: ماذا نعني بالعقل العربي؟ ما علاقته بالثقافة العربية؟ ما طبيعة الحركة في هذه الثقافة وكيف يتحدد زمنها؟ كيف نفصل في مشكلة البداية: بداية تشكل العقل العربي والثقافة التي ينتمي إليها؟ وإلى أي إطار مرجعي يجب ربطهما به؟ فالأمر يتعلق إذن بتحديد الموضوع ورسم معالم الرؤية التي نعتمدها، مع التعريف بمضمون بعض المفاهيم الإجرائية الموظفة في البحث، وقد استغرق الكلام في هذه المسائل الفصول الثلاثة الأولى. وفي القسم الثاني انصرفنا إلى الحديث، في مكونات الثقافة العربية، عن النظم المعرفية التي تؤسسها وتتصادم داخلها، وكان هدفنا في هذه المرحلة من البحث استخلاص هذه النظم بوصفها مناهج ورؤى، وليس دراستها لذاتها. وفي عملية الاستخلاص هذه سلكنا مسلكًا تكوينيًا، فتتبعنا تطور الثقافة العربية ككل، من البداية التي اخترناها، حريصين على النظر إلى فروع هذه الثقافة (نحو، فقه، كلام، بلاغة، تصوف، فلسفة ...) بوصفها غرف في قصر واحد، متصلة مترابطة، يقود بعضها إلى بعض عبر أبواب ونوافذ.. وليس كخيام منعزلة مستقلة منصوبة في ساحة غير ذات سور ولا سياج، كما هو حال النظرة السائدة، لقد قمنا برحلة داخل أروقة الثقافة العربية، رحلة نقدية، انصرف اهتمامنا خلالها إلى أسس هذه الأروقة وأعمدتها، وليس إلى معروضاتها. وبيان هذا المحتوي يكمن في:

### القسم الأول: العقل العربي، بأي معنى؟ (مقاربات أولية)
- الفصل الأول: عقل.. ثقافة.
- الفصل الثاني: الزمن الثقافي العربي ومشكلة التقدم.
- الفصل الثالث: عصر التدوين (الإطار المرجعي للفكر العربي).

### القسم الثاني: تكوين العقل العربي (المعرفي والايديولوجي في الثقافة العربية)
- الفصل الرابع: الاعرابي صانع العالم العربي.
- الفصل الخامس: التشريع للمشرع- تقنين الرأي والتشريع للماضي.
- الفصل السادس: التشريع للمشرع- القياس على مثال سبق.
- الفصل السابع: المعقول الديني واللامعقول العقلي.
- الفصل الثامن: العقل المستقيل- في الموروث القديم.
- الفصل التاسع: العقل المستقيل- في الثقافة العربية الإسلامية.
- الفصل العاشر: تنصيب العقل في الإسلام.
- الفصل الحادي عشر: أزمة الأسس، وتأسيس الأزمة.
- الفصل الثاني عشر: بدايات جديدة.. ولكن!

## روابط خارجية
- قراءة صوتية في كتاب "تكوين العقل العربي" لمحمد عابد الجابري، على منصة يوتيوب.